# Danareja
Danareja is een bestuurslaag in het regentschap Tegal van de provincie Midden-Java, Indonesië. Danareja telt 2240 inwoners (volkstelling 2010).